# Mnium jungermannia
Mnium jungermannia là một loài rêu trong họ Calypogeiaceae. Loài này được L. mô tả khoa học đầu tiên năm 1753.